# Сейдж Сталлоне
Сейдж Сталлоне (англ. Sage Stallone; 5 травня 1976, Лос-Анджелес, Каліфорнія, США — 13 липня 2012, Лос-Анджелес, Каліфорнія, США) — американський актор, сценарист, кінопродюсер, кінорежисер, композитор; син Сілвестера Сталлоне.

## Біографія
Народився в Лос-Анджелесі, США в родині відомого актора Сільвестера Сталлоне та Саши Зак. Через три роки після народження Сейджа в сімʼї народився Серджео, якому згодом діагностували аутизм. Після закінчення школи 1993 року протягом року вивчав кіновиробництво в Школі мистецтв Північної Кароліни.
13 липня 2012 Сейджа Сталлоне знайшли мертвим. Він помер від серцевого нападу, спричиненого ішемічною хворобою серця.

## Кар'єра
Розпочав кінокар'єру з ролі Роккі Бальбоа молодшого у «Роккі 5». У стрічці 1996 року «Денне світло» виконав роль молодого шахрая Вінсента. У 2003—2010 року також працював продюсером, сценаристом і режисером. Останньою роллю Сейджа стала робота в короткометражному кіно «Агент». За своє коротке життя Сталлоне з'явився в одинадцяти стрічках.

## Особисте життя
Близько року був одружений зі Старлін Райт. 2008 року шлюб анулювали.

## Фільмографія

### Фільми
| Рік  | Назва                            | Оригінальна назва         | Роль                   | Примітки        |
| ---- | -------------------------------- | ------------------------- | ---------------------- | --------------- |
| 1990 | «Роккі 5»                        | Rocky V                   | Роккі Бальбоа молодший |                 |
| 1993 | «Зло всередині мене»             | The Evil Inside Me        | Лео                    |                 |
| 1996 | «Денне світло»                   | Daylight                  | Вінсент                |                 |
| 1997 | «Американський герой»            | American Hero             | Прайс                  |                 |
| 2002 | «Відображення зла»               | Reflections of Evil       | Ден Огест              |                 |
| 2003 | «Сім'я Менсонів»                 | The Manson Family         | Джей Себрінг           | озвучення       |
| 2005 | «Анатомія насильства»            | Chaos                     | Свен                   |                 |
| 2006 | «Вік»                            | Vic                       | Док                    | короткометражка |
| 2006 | «Москва-нуль»                    | Moscow Zero               | Василь                 |                 |
| 2007 | «Сходження Олів'єро»             | Oliviero Rising           | доктор Джеффріс        |                 |
| 2010 | «Обіцянки, які написані на воді» | Promises Written in Water | мафіозі                |                 |
| 2010 | «Агент»                          | The Agent                 | Ері                    | короткометражка |